# 科爾多瓦 (伊利諾伊州)
科爾多瓦（英語：Cordova）是位於美國伊利諾伊州羅克艾蘭縣的一個村落。

## 地理
科爾多瓦的座標為41°29′55″N 90°23′46″W / 41.49861°N 90.39611°W，而該地最高點為海拔高度190米（即623英尺）。

## 人口
根據2010年美國人口普查的數據，科爾多瓦的面積為1.55平方千米，當中陸地面積為1.55平方千米，而水域面積為0.00平方千米。當地共有人口672人，而人口密度為每平方千米433人。